# Toy Boy (singolo)
Toy Boy è un singolo del gruppo musicale italiano Colapesce Dimartino e vede la partecipazione vocale della cantante italiana Ornella Vanoni, pubblicato il 2 luglio 2021.

## Descrizione
Il brano, canzone d'amore dalle sonorità bossa nova e salsa ambientata nelle Isole Eolie, ricorda la musica della stessa Vanoni all'interno dell'album La voglia, la pazzia, l'incoscienza, l'allegria.
Nel corso dell'anno è stato inserito nelle riedizioni degli album I mortali del duo e Unica di Vanoni.

## Video musicale
Il video, diretto da Luca Guadagnino, è stato reso disponibile contestualmente all'uscita del singolo sul canale YouTube condiviso di Colapesce Dimartino.

## Tracce
Testi e musiche di Lorenzo Urciullo, Antonino Di Martino e Ornella Vanoni.
1. Toy Boy – 2:48

## Classifiche
| Classifica (2021) | Posizione massima |
| ----------------- | ----------------- |
| Italia            | 92                |